# Raymond Weil (Unternehmen)
Raymond Weil ist ein Schweizer Unternehmen, das Luxusuhren herstellt, vertreibt und verkauft. 1976 in Genf von Raymond Weil (1926–2014) gegründet, ist das Unternehmen einer der letzten unabhängigen Schweizer Luxus-Uhrenhersteller. Die Marke hat ihren Hauptsitz in Genf und ist in über 90 Ländern präsent. 2011 wurden Umsätze in Höhe von 200 Millionen Francs getätigt. Der Schwerpunkt liegt auf dem Ausbau der Märkte Asien und Russland.

## Geschichte
Raymond Weil gründete die Marke im Jahre 1976, in einer Krisenzeit für die Uhrenindustrie, unter seinem und dem Namen seines Enkels Raphael Weil. Raymond Weil Genève entwickelte sein Vertriebsnetzwerk zunächst in Europa, beginnend im Vereinigten Königreich. Die Erweiterung auf einen weltweiten Vertrieb begann in den frühen 1980er-Jahren, zunächst in den Vereinigten Arabischen Emiraten, dann in den USA und in Indien. Weils Schwiegersohn Olivier Bernheim trat 1982 in das Unternehmen ein, nachdem er mehrere Jahre im Marketing für Heineken und Unilever gearbeitet hatte. 1996 wurde er zum Präsidenten und CEO ernannt. Er gründete 1999 die Forschungs- und Entwicklungsabteilung, mit dem Ziel, den Prozess des Uhrendesigns vollständig zu kontrollieren. Zu den Errungenschaften der R&D-Abteilung gehören unter anderem die Komplikation für die GMT-Funktion der Don Giovanni Così Grande mit zwei Zeitzonen, das patentierte System mit auswechselbaren Armbändern für die Shine-Kollektion und die Mondphasen-Komplikation für das Automatikwerk der Maestro-Kollektion.
Elie und Pierre Bernheim, Olivier Bernheims Söhne, traten 2006 ins Unternehmen ein. Elie Bernheim (Mitbegründer der Uhrenmarke 88 Rue du Rhone) ist als Marketing Director, Pierre als Sales Director tätig.
2009 gründete die Marke ihre erste Tochtergesellschaft in den USA, die RW USA Corp., womit die Zusammenarbeit mit ihrem bisherigen Vertriebshändler endete. 2010 wurde die RW India Pvt. Ltd. als 100-prozentige Tochtergesellschaft mit Sitz in Bangalore gegründet und noch im gleichen Jahr wurden mehrere exklusive Geschäfte in Delhi, Mumbai und Chennai eröffnet. Die Uhren von Raymond Weil Genève werden nun auf der ganzen Welt verkauft.
Im Jahre 2013 wandelte die Marke ihren Vertriebsvertrag im Vereinigten Königreich in eine Management-Vereinbarung um und gründete im April eine Tochtergesellschaft, die R. Weil Distribution UK Ltd.
Raymond Weil war die erste Marke für Luxusuhren, die einen exklusiven Club für Uhrenbesitzer gegründet hat.

## Kollektionen
- Nabucco: Mechanische Kollektion für Herren mit einem Durchmesser von 46 mm und Wasserdichtigkeit bis 200 Metern.
- Shine: Die Damenkollektion Shine ermöglicht einen schnellen und einfachen Wechsel des Uhrenarmbands. Jede Uhr wird mit einem Metallarmband und einem Armband aus Alligatorleder geliefert. Die Gehäuse bestehen aus 18-karätigem Rotgold und sind mit Diamanten besetzt.
- Freelancer: Automatikuhren-Kollektion für Damen und Herren, entworfen von den Enkeln als Hommage an Raymond Weil. Einige Modelle der Freelancer-Kollektion verfügen über einen sichtbaren Uhrenmechanismus.[14]
- Parsifal: Mechanische Kollektion mit Automatikaufzug, verfügbar als Herren- und Damenmodell.[15]
- Don Giovanni Così Grande: Herrenkollektion, die auch die offizielle Uhr der Brit Awards 2009 war. Die Modelle des Don Giovanni Così Grande-Sortiments sind voll mechanisch.
- Tradition: In der Tradition-Kollektion finden sich sowohl Uhren mit mechanischem als auch Quarz-Uhrwerk. Die Quarz-Modelle sind rund und haben ein schlichteres Design als ihre mechanischen Gegenstücke.
- RW Sport: Die Uhren des RW Sport-Sortiments sind sportlich und stilvoll. Die Kollektion bietet Uhren mit Alarmfunktion und optionaler Digitalanzeige.
- RW Spirit: RW Spirit ist eine Damenkollektion. Die Uhren bestehen aus rostfreiem Edelstahl, die Zifferblätter sind mit Diamanten und Perlmutt besetzt.
- Tango: Gemischte Kollektion bestehend aus klassischen sowie anderen Modellen in einem eher zeitgenössischen Stil.
- Noemia: Die Noemia-Kollektion wurde 2009 eingeführt und richtet sich an Damen. Die Kollektion hat zwei verschiedene Gehäusegrößen zu bieten, 27 und 32 mm. Die Gehäuse sind gewölbt, aus poliertem Stahl besetzt mit Diamanten.

## Werbung
Im Jahre 2013 wurde ein Imagefilm zusammen mit einer speziellen Microsite vorgestellt, um die Verbindung der Marke zur Musik bekannter zu machen. Der Film zieht eine Parallele zwischen dem Entwurf einer Uhr und dem Schreiben eines Musikstücks. Die Microsite wurde mit mehreren Awards ausgezeichnet.

## Engagement in der Kunst und Musik
- Raymond Weil ist seit Juli 2013 „Official Timing Partner“ der Royal Albert Hall in London.
- Im Jahre 2013 startete das Unternehmen eine Partnerschaft mit Wired, einer in London ansässigen Plattform für Live-Musik, die aufstrebende Musikkünstler fördert.
- In den Jahren 2012 und 2013 war Raymond Weil Partner der Labyrinth Theater Company und ihrer jährlichen Benefiz-Gala.

## Galerie

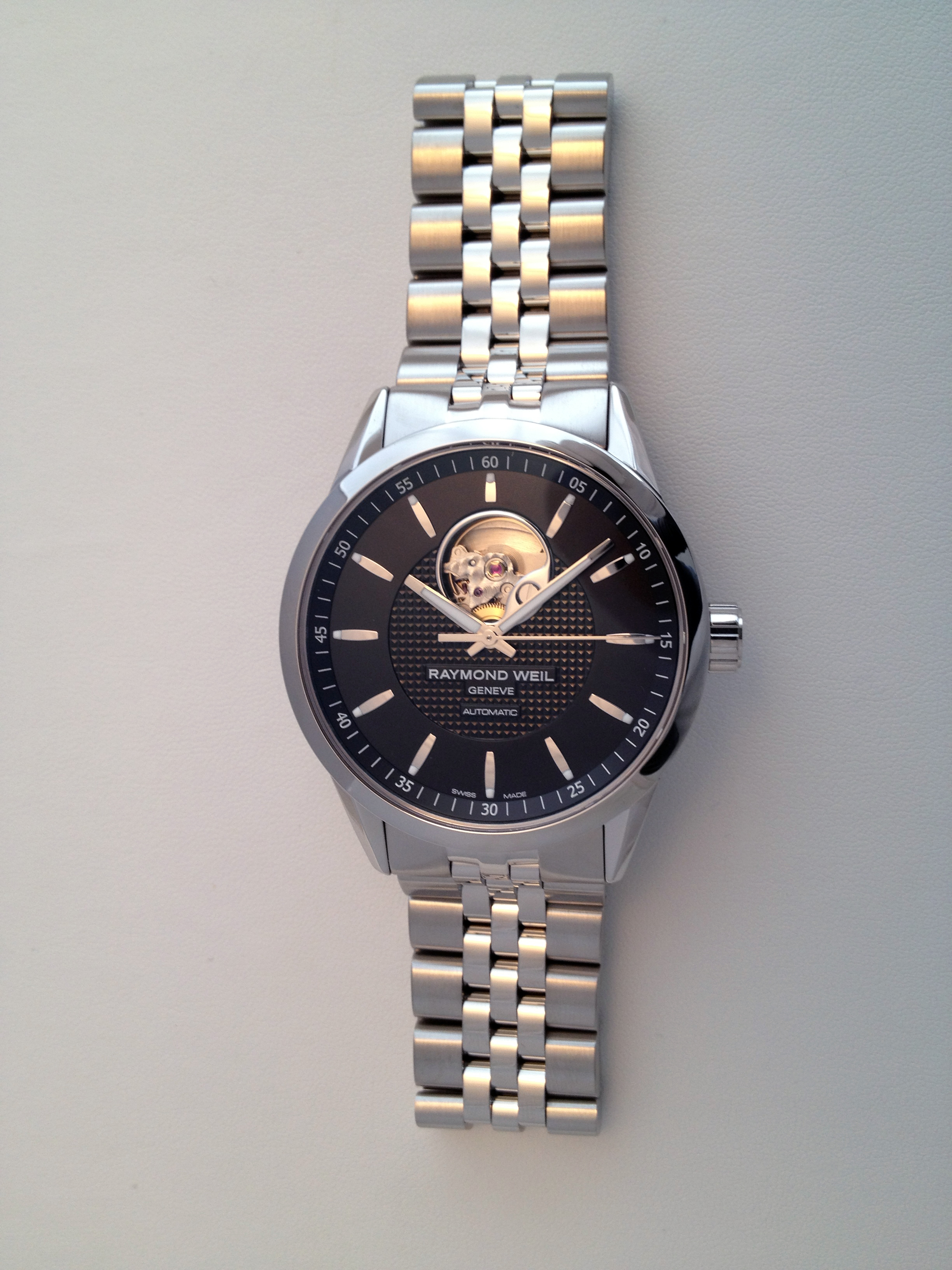
Freelancer-2710-st-20021
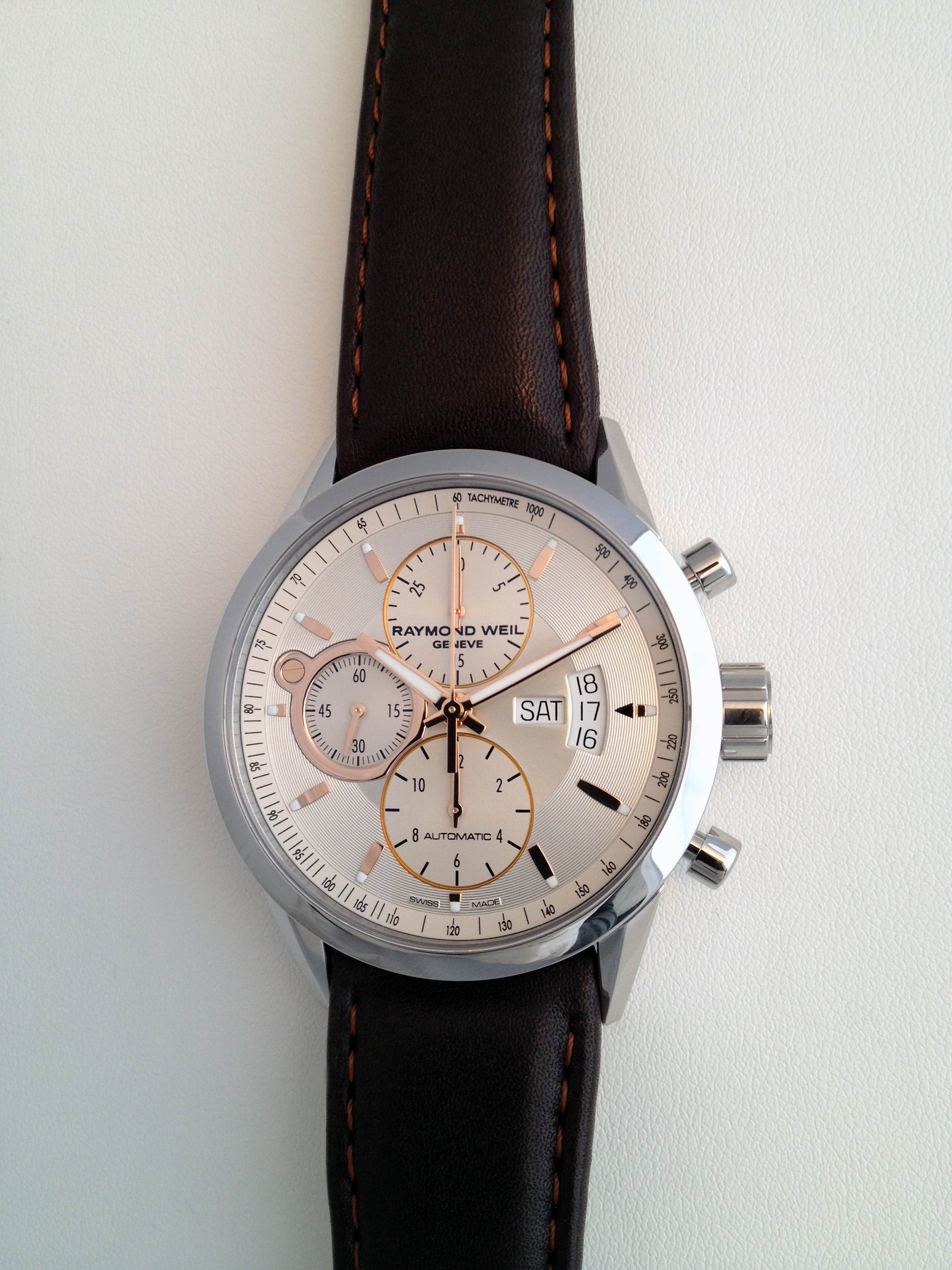
Freelancer-7730-STC-65025
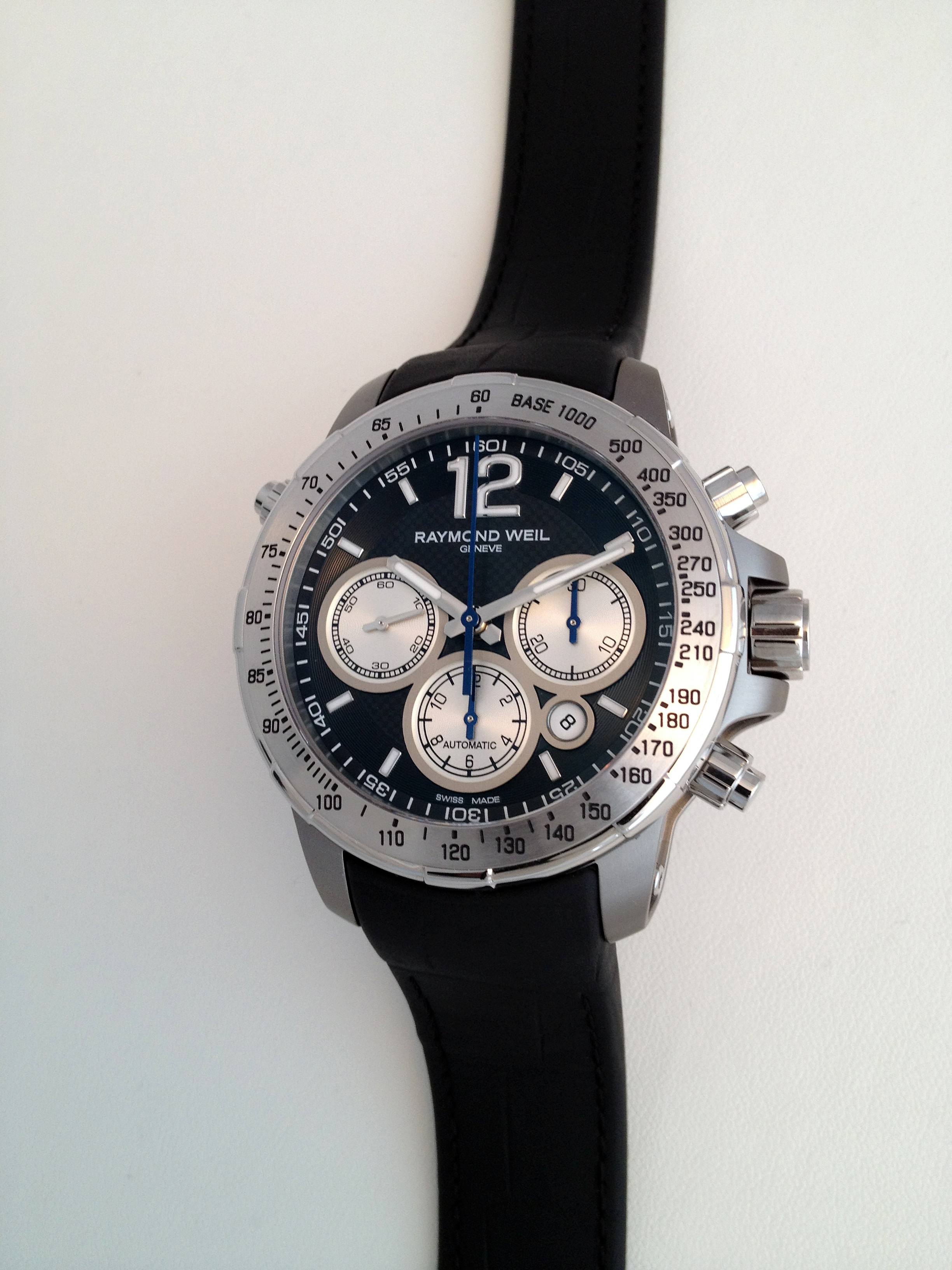
Nabucco-7700-tir-05207
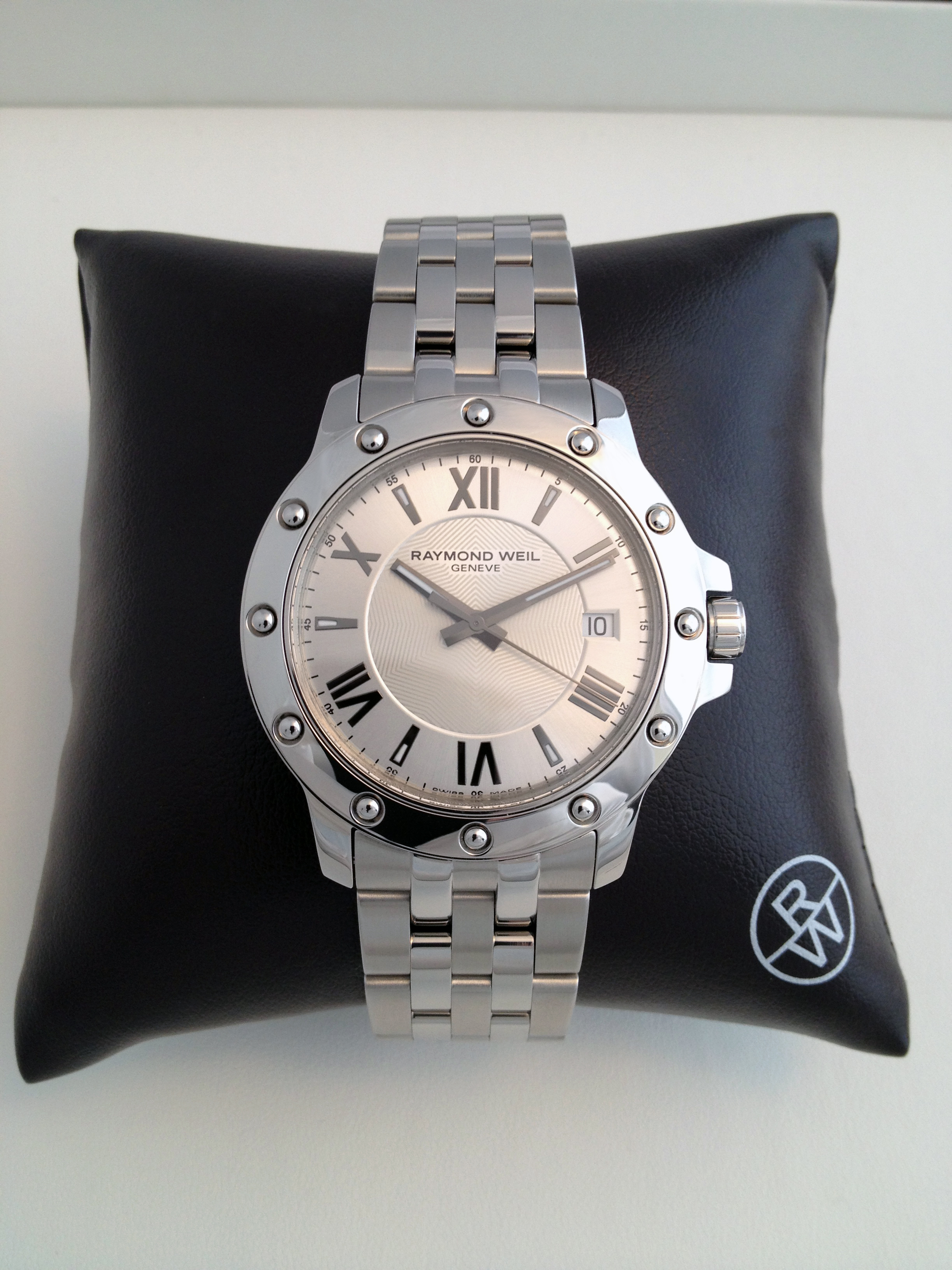
Tango-5599-st-00659